# Lycenchelys pequenoi
Lycenchelys pequenoi es una especie de pez de la familia Zoarcidae.

## Morfología
Los machos pueden llegar a alcanzar los 19,3 cm de longitud total.

## Hábitat
Es un pez marino de aguas profundas, vive entre 10-1025 metros de profundidad.

## Distribución geográfica
Se encuentra en el océano Pacífico suroccidental, frente a las costas de Perú y Chile.